# Новая Зеландия на летних Олимпийских играх 1924
Новая Зеландия принимала участие в Летних Олимпийских играх 1924 года в Париже (Франция) во второй раз за свою историю и завоевала одну бронзовую медаль. Страну представляли три мужчины и одна женщина, принимавшие участие в соревнованиях по боксу, лёгкой атлетике и плаванию.

## Медали

### 03!Бронза
- Лёгкая атлетика, мужчины, 100 метров — Артур Порритт.

## Результаты

### Бокс
Спортсменов — 1
| Спортсмен    | Категория | 1/16 финала           | 1/8 финала           | 1/4 финала           | Полуфинал            | Финал                |           |
| Спортсмен    | Категория | Соперник и результат  | Соперник и результат | Соперник и результат | Соперник и результат | Соперник и результат |           |
| ------------ | --------- | --------------------- | -------------------- | -------------------- | -------------------- | -------------------- | --------- |
| Чарльз Перди | 61,2 кг   | Жан Толи Пор по очкам | Не прошёл            | Не прошёл            | Не прошёл            | Не прошёл            | Не прошёл |

### Лёгкая атлетика
Спортсменов — 1
Мужчины
| Спортсмен     | Вид  | Забег     | Забег | Четвертьфинал | Четвертьфинал | Полуфинал | Полуфинал | Финал     | Финал     |
| Спортсмен     | Вид  | Результат | Место | Результат     | Место         | Результат | Место     | Результат | Место     |
| ------------- | ---- | --------- | ----- | ------------- | ------------- | --------- | --------- | --------- | --------- |
| Артур Порритт | 100м | ?         | 2     | 10,9          | 2             | 11,1      | 2         | 10,8      | 3         |
| Артур Порритт | 200м | 22,4      | 1     | 22,0          | 1             | 22,6      | 6         | Не прошёл | Не прошёл |

### Плавание
Спортсменов — 2
Мужчины
| Спортсмен    | Вид         | Заплыв    | Заплыв | Полуфинал | Полуфинал | Финал     | Финал     |
| Спортсмен    | Вид         | Результат | Место  | Результат | Место     | Результат | Место     |
| ------------ | ----------- | --------- | ------ | --------- | --------- | --------- | --------- |
| Кларенс Хёрд | 200 м брасс | 3.09,0    | 3      | Не прошёл | Не прошёл | Не прошёл | Не прошёл |

Женщины
| Спортсмен  | Вид                 | Заплыв    | Заплыв | Полуфинал | Полуфинал | Финал           | Финал     |
| Спортсмен  | Вид                 | Результат | Место  | Результат | Место     | Результат       | Место     |
| ---------- | ------------------- | --------- | ------ | --------- | --------- | --------------- | --------- |
| Гвита Шэнд | 100 м вольный стиль | 1.21,0    | 2      | 1.22,4    | 3         | Не прошла       | Не прошла |
| Гвита Шэнд | 400 м вольный стиль | 6.23,6    | 1      | 6.24,4    | 3         | Не финишировала | 5         |